# Principat de Phrae
El principat de Phrae fou un estat que va existir entre els segles XV i XVIII, feudatari del regne de Lanna.
El regne de Lanna va conquerir Phare en 1443 en una expedició del rei Tolokaraj per conquerir el regne de Nan. Va formar un principat feudatari que va seguir les vicissituds del regne de Lanna. El 1875 va quedar en mans de Siam i poc després fou integrat en el sistema administratiu d'aquest regne.